# Eressa plumalis
Eressa plumalis är en fjärilsart som beskrevs av George Francis Hampson. Eressa plumalis ingår i släktet Eressa och familjen björnspinnare. Inga underarter finns listade i Catalogue of Life.